# Franz Xaver Schöpfer (Politiker)

Franz Xaver Schöpfer

Franz Xaver Schöpfer (* 23. Mai 1754 in St. Pölten; † 29. März 1828 ebenda) war österreichischer Politiker und dritter Bürgermeister von St. Pölten.

## Leben
Franz Xaver Schöpfer wurde am 23. Mai 1754 in St. Pölten als Sohn des langjährigen Mitglieds des Inneren Rats Johann Karl Schöpfers geboren. Von ihm übernahm er 1787 das Lebzeltergewerbe, die Wachshandlung und einige Häuser. Im Laufe der Jahre erwarb er weitere Liegschaften in St. Pölten und Melk. So war sein Vermögen beim Tod seiner ersten Frau bereits auf 62.305 Gulden angewachsen.
Schöpfer wurde 1792 Magistratsrat, schon zwei Jahre später wurde er zum Bürgermeister berufen. In seiner Amtszeit von 34 Jahren wurde die Stadt zweimal, im dritten und fünften Koalitionskrieg, von französischen Truppen besetzt.
Am 29. März 1828 verstarb Schöpfer in St. Pölten im Amt. Diese 34-jährige Amtszeit ist die bisher längste aller St. Pöltner Bürgermeister.

## Ehrungen
- Schöpferstraße in St. Pölten (1904)[2]